# 美作共同バス
株式会社美作共同バス（みまさかきょうどうバス）は、岡山県美作市に本社を置く乗合バス事業者である。

## 概要
神姫バスの岡山地区の一般路線の廃止・撤退に伴い、美作市内に拠点を置く貸切バス事業者6社が共同出資して設立された。
神姫バスが廃止した「津山 - 大原線」のうち、勝間田 - 大原間と真加部 - 大原間、後山 - 大原 - 大原中学校間を引き継いだ。これと同じくして、神姫バス所有のバス停ポールが美作共同バスに譲渡され、社名表記を変更した上で美作共同バスの停留所として使用されている。そのため、バス停ポールが神姫バス仕様となっている。
神姫バスとは異なり、NicoPa・全国交通系ICカードは使用できない。

## 出資会社
- のと香
- 吉野自動車

## 本社・営業所・運行拠点
- 本社営業所
  - 岡山県美作市今岡754-7

## 沿革
- 2009年
  - 7月7日 - 株式会社美作共同バスとして、資本金300万円で設立。現在900万円。
  - 10月1日 - 神姫バス岡山地区一般路線廃止・撤退に伴い、路線を引き継いで営業を開始。
- 2012年4月1日 - 大原駅 - 真加部上 - 勝間田駅線の運行経路を変更。
- 2013年9月 - 4社撤退。

## 運行路線
大原駅 - 湯郷温泉 - 勝間田駅線
- 大原駅 - 中町下 - 五名 - 作東バスストップ前 - 江見駅前 - 平福 - 林野 - 湯郷温泉 - 林野 - 林野駅前 - 黒土 - 勝間田駅

大原駅 - 真加部上 - 勝間田駅線
- 大原駅 - 中町下 - 大原中学校前 - 小野上 - 能登香温泉口 - 真加部上 - 美作IC - 林野駅前 - 林野 - 湯郷下 - 美作ラグビーサッカー場入口 - 勝間田駅
  - 土曜・休日は運休。
  - 真加部上で美作市営勝田バスに接続。

後山 - 大原駅 - 大原中学校前線
- 後山 - 太田 - 大原駅 - 中町下 - 大原中学校前
  - 土曜・休日は運休。

## 車両

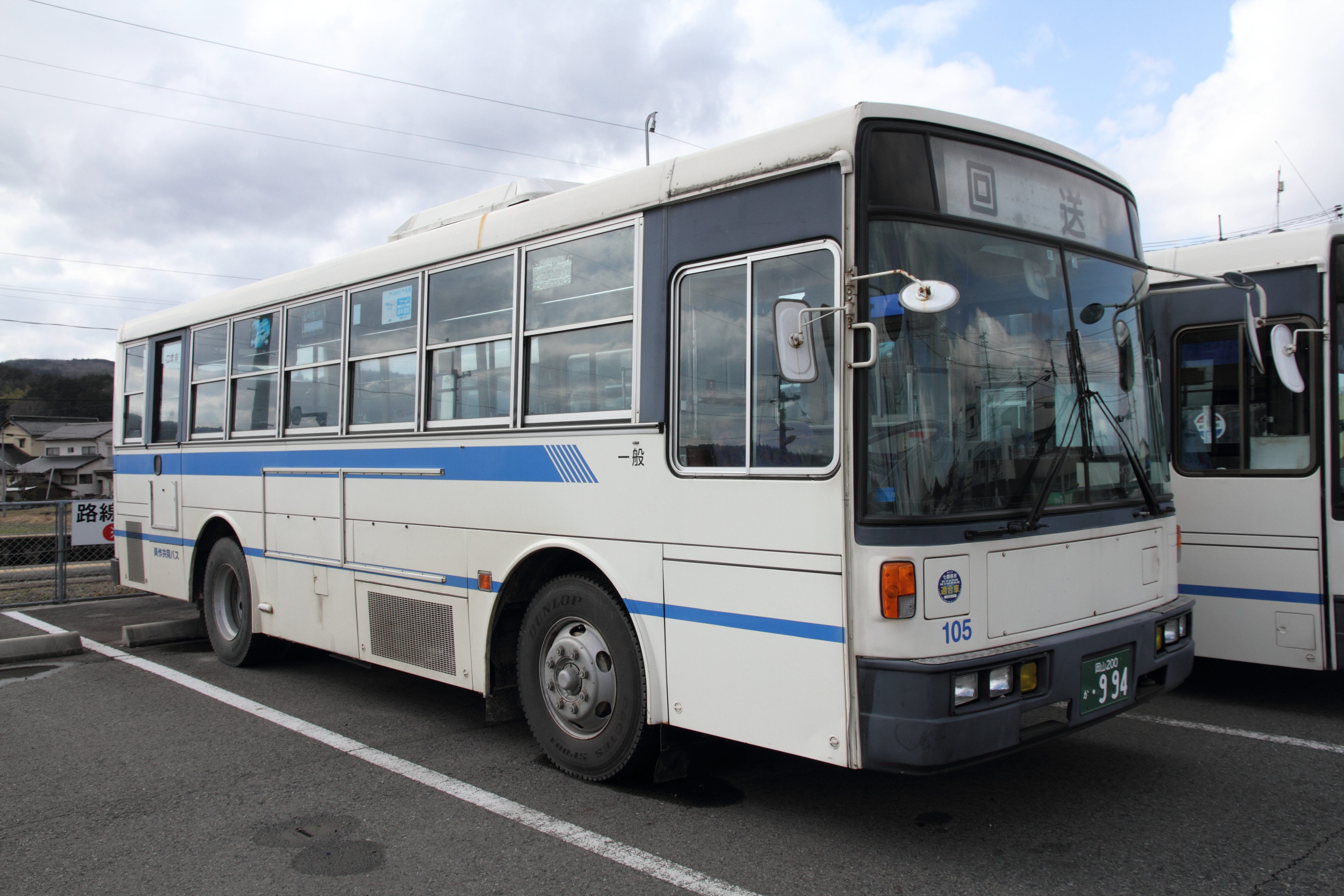
勝間田駅にて（2019年2月20日）

- 5両を所有し通常は4両を使用する。美作市が当社のバスの購入費を助成。関東地区のNOx規制対象車を中古導入して対応した。
- 車両は富士重工8E車体の日デJPが4両（3両が短尺仕様で1両が標準仕様）と、富士重工7E車体のいすゞLTが1両である。2015年に日野リエッセを導入した。2018年に中国バスから日野KC-HU3KLCAを導入した。2020年に初のいすゞエルガLVを導入した。2021年に初の新車いすゞ2代目エルガミオを導入して移籍車2台を廃車。

### 移籍車の供給元
太文字は現在在籍している移籍車
- 山陽バス
- 館山日東バス
- 加古川バス（実質的の元の所有者は山陽バス）

#### 引退した移籍車
- 京王電鉄バスグループ（2021年12月引退）
- 相鉄バス（2020年3月引退）
- 横浜市交通局（2021年12月引退）
- 中国バス（実質的の元の所有者は神戸市交通局)（2022年10月引退）

### 現在の車種
- 2021年式のいすゞ2KG-LR290J4・4HK-TCNの前中引仕様のノンステップバス...2021年に元横浜市交通局と京王電鉄バスから来た日産ディーゼルKC-JP250NTNの代替として初の新車を導入。2台在籍。
- 2003年式のいすゞKL-LV280L1・8PE1の前中引仕様の路線車で元山陽バスの移籍車で2020年に導入。
- 2003年式の日野KK-RX4JFEA・J05Cの前中扉の路線車で館山日東バスから自家用を経て2015年に導入。
- 2006年式のいすゞPJ-LV234L1・6HK1のワンステップバス...最古参車だった1998年式の日野KC-HU3KLCAの代替として導入。

#### 過去の車種
- 1996年式の日産ディーゼルKC-JP250NTNは2009年の開業時に京王バスグループと横浜市交通局から4台導入、2021年までに全車廃車。
- 1996年式のいすゞKC-LT333J (富士重工業17型E)・は2009年開業時に予備車として相鉄バスから1台導入、2020年に廃車。
- 1998年式の日野KC-HU3KLCA (西日本車体96MCB-Ⅱ型)は2018年に中国バスから1台導入（最初の所有者は神戸市交通局）、2022年に廃車。